# Брюле (племя)

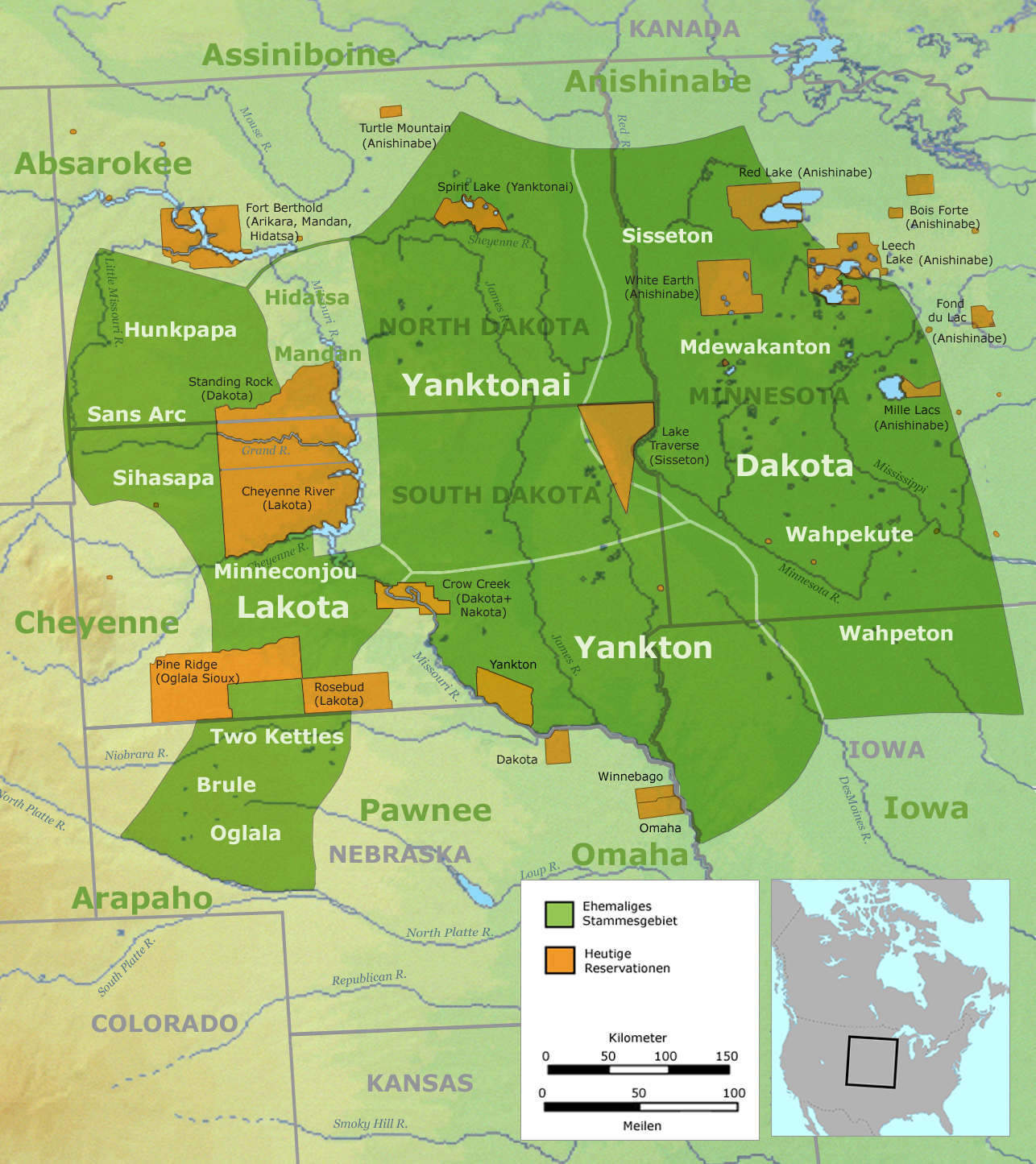
Историческая область расселения брюле и соседних племён

Брюле́, брюле́-си́у, сича́нгу — индейское племя языковой семьи сиу, входящее в конфедерацию племён Лакота.

## История
Название племени пошло от французского слова brûlé. Название не случайно и является напоминанием о историческом событии, которое произошло приблизительно в 1763 году. Одна из общин лакота была застигнута в степи пожаром, несколько человек сгорели, но остальные добежали до находившегося неподалёку озера и спаслись. У большинства людей сильно обгорели икры и бёдра, в результате чего образовались рубцы. Остальные сиу нарекли эту общину сичангу (обожжённые бёдра). Французские первопроходцы и торговцы назвали их брюле.
Брюле и оглала были первыми племенами сиу, которые пересекли Миссури. Перейдя её, брюле обосновались в долине реки Уайт. Долгое время отношения с белыми людьми складывались миролюбиво, брюле были рады видеть торговцев, от которых они получали ружья, ножи, кофе, сахар, котлы, одеяла и прочие товары в обмен на бизоньи шкуры. Но к началу 1850-х годов отношение брюле к чужеземцам начало меняться. Караваны фургонов огромным потоком двинулись через земли лакота. Переселенцы распугивали стада бизонов, их скот вытаптывал траву, которой кормились табуны индейских лошадей. Брюле оказались ближе всех, и они пострадали более других лакота. Кроме того, много брюле умерло от оспы, кори, холеры и прочих болезней, принесённых белыми людьми. Возмущённые индейцы стали нападать на караваны переселенцев. Мелкие стычки привели к войне, которая продолжалась до конца 1870-х годов.
Современные брюле проживают в двух резервациях на территории Южной Дакоты.

## Население
По данным Индейского Бюро брюле в 1890 году насчитывали 4271 чел., из которых 3245 человек составляли верхние брюле, проживающие в резервации Роузбад, и 1026 человек — нижние брюле в резервации Лоуэр-Брул. В 2000 году верхние брюле насчитывали 14 037 человек, нижние — 2550 человек.

## Известные представители
- Пятнистый Хвост — верховный вождь брюле во второй половине XIX века
- Два Удара — вождь верхних брюле
- Атакующий Медведь — вождь верхних брюле